# Коппергілл (Теннессі)
Коппергілл (англ. Copperhill) — місто (англ. city) в США, в окрузі Полк штату Теннессі. Населення — 443 особи (2020).

## Географія
Коппергілл розташований за координатами 34°59′47″ пн. ш. 84°23′11″ зх. д. / 34.99639° пн. ш. 84.38639° зх. д. (34.996521, -84.386310).  За даними Бюро перепису населення США в 2010 році місто мало площу 4,94 км², з яких 4,84 км² — суходіл та 0,10 км² — водойми. В 2017 році площа становила 4,67 км², з яких 4,58 км² — суходіл та 0,08 км² — водойми.

## Демографія
Згідно з переписом 2010 року, у місті мешкали 354 особи в 185 домогосподарствах у складі 89 родин. Густота населення становила 72 особи/км².  Було 260 помешкань (53/км²).
Расовий склад населення:
| - 93,5 % — білих - 0,6 % — чорних або афроамериканців - 0,3 % — корінних американців - 0,3 % — азіатів - 3,1 % — осіб інших рас |

До двох чи більше рас належало 2,3 %. Частка іспаномовних становила 5,9 % від усіх жителів.
За віковим діапазоном населення розподілялося таким чином: 15,0 % — особи молодші 18 років, 60,7 % — особи у віці 18—64 років, 24,3 % — особи у віці 65 років та старші. Медіана віку мешканця становила 50,3 року. На 100 осіб жіночої статі у місті припадало 87,3 чоловіків;  на 100 жінок у віці від 18 років та старших — 95,5 чоловіків також старших 18 років.
Середній дохід на одне домашнє господарство  становив 29 461 долар США (медіана — 19 274), а середній дохід на одну сім'ю — 28 033 долари (медіана — 19 141). За межею бідності перебувало 54,9 % осіб, у тому числі 82,1 % дітей у віці до 18 років та 22,0 % осіб у віці 65 років та старших.
Цивільне працевлаштоване населення становило 137 осіб. Основні галузі зайнятості: освіта, охорона здоров'я та соціальна допомога — 25,5 %, виробництво — 19,0 %, фінанси, страхування та нерухомість — 14,6 %, мистецтво, розваги та відпочинок — 14,6 %.